# Hips Don’t Lie
Hips Don’t Lie – piosenka Kolumbijki Shakiry, wydana w 2006 roku na singlu pochodzącym z albumu Oral Fixation Vol. 2. Utwór nagrali Shakira i Wyclef Jean, którzy śpiewali w języku angielskim, choć niektóre fragmenty nagrano w języku hiszpańskim. Kompozycja wzorowana była na utworze „Dance Like This” nagranym przez Jeana i Claudette Ortiz, który wykorzystano w ścieżce dźwiękowej do filmu Dirty Dancing 2.

## Lista utworów
CD single
1. „Hips Don't Lie” (feat. Wyclef Jean) [Jean, Duplessis, Shakira, Parker, Alfanno] – 3:41
2. „Dreams for Plans” [Shakira, Buckley] – 4:02
3. „Hips Don't Lie” (feat. Wyclef Jean) (Wyclef's Mixshow Mix) – 4:09

Maxi CD single
1. „Hips Don't Lie” (feat. Wyclef Jean) – 3:41
2. „Hips Don't Lie” (Wyclef Remix) (feat. Wyclef Jean) – 3:59
3. „Hips Don't Lie” (Wyclef Mix Show Mix) (feat. Wyclef Jean) – 4:09
4. „Hips Don't Lie” (Wyclef Remix Instrumental) (feat. Wyclef Jean) – 3:57
5. „Hips Don't Lie” (Bamboo 2006 FIFA World Cup Version) – 3:24
6. „Será Será” (Hips Don't Lie Spanish Album Version) – 3:35

Japanese release
1. „Hips Don't Lie” (feat. Wyclef Jean) – 3:41
2. „Hips Don't Lie” (Bamboo – 2006 FIFA World Cup Mix) (feat. Wyclef Jean)
3. „Hips Don't Lie” (Spanish Version) (feat. Wyclef Jean) – 3:41
4. „Hips Don't Lie” (DJ Kazzanova Remix) (feat. Wyclef Jean)

## Listy przebojów i certyfikacje
| Kraj              | Lista                          | Pozycja |
| ----------------- | ------------------------------ | ------- |
| Australia         | Top 100 Singles Chart          | 1       |
| Austria           | Ö3 Austria Top 40              | 2       |
| Belgia            | Ultratop 50 Singles (Flandria) | 1       |
| Kanada            | Canadian Hot 100               | 2       |
| Dania             | Singles Top 40                 | 4       |
| Holandia          | Single Top 100                 | 1       |
| Finlandia         | Suomen virallinen lista        | 2       |
| Francja           | Top 100                        | 1       |
| Niemcy            | Top 100 Singles                | 1       |
| Irlandia          | Irish Singles Chart            | 1       |
| Włochy            | FIMI Singles Chart             | 1       |
| Nowa Zelandia     | Recorded Music NZ              | 1       |
| Norwegia          | VG-Lista                       | 2       |
| Szwecja           | Sverigetopplistan              | 45      |
| Szwajcaria        | Singles Top 75                 | 1       |
| Wielka Brytania   | Official Singles Chart Top 100 | 1       |
| Stany Zjednoczone | Hot 100                        | 1       |

| Kraj               | Certyfikat | Sprzedaż  | Źr.    |
| ------------------ | ---------- | --------- | ------ |
| Australia          | platyna    | 70 000    | [ 18 ] |
| Austria            | złoto      | 15 000    | [ 19 ] |
| Belgia             | platyna    | 30 000    | [ 20 ] |
| Francja            | złoto      | 213 600   | [ 21 ] |
| Kanada             | 2×platyna  | 40 000    | [ 22 ] |
| Niemcy             | platyna    | 300 000   | [ 23 ] |
| Szwajcaria         | platyna    | 30 000    | [ 24 ] |
| Stany Zjednoczone  | 2×platyna  | 4 753 000 | [ 25 ] |
| Wielka Brytania    | platyna    | 930 000   | [ 26 ] |
| Sprzedaż światowa  |            |           |        |
| United World Chart |            | 9 769 000 | [ 27 ] |